# Ansambel Ivan Benčina
Ansambel Ivan Benčina je slovenski narodnozabavni ansambel.
Idejni vodja ansambla je harmonikar Ivan Benčina, po katerem nosi ansambel ime. Poleg njega so bili na začetku delovanja člani še Marko Benčina z baritonom in bas kitaro, Boštjan Gorše s kitaro in solo kitaro ter pevci Zoran Krapež in  Franc Krapež, Marjan Pižent in Dejan Benčina ter ženski trio Martina Bajc (prvi sopran), Urška Kovšca (drugi sopran) in Andreja Trkman (alt). 
S to zasedbo je ansambel v studiu Pr' Černet v Zgornjih Jaršah posnel zgoščenko z naslovom Na Colski nedelji, ki jo je izdal v samozaložbi. Z moško zasedbo so posneli šest skladb, z žensko pa pet, ostali dve sta instrumentalni. 
Kmalu po posneti zgoščenki se je moški pevski kvartet odločil, da ne bo več nastopal, in tako je ostala samo štiričlanska ženska pevska zasedba, v kateri so pele Martina Bajc, Urška Kovšca in Silvana Kovšca ter Alenka Benčina. Ansambel je posnel prvi videospot za pesem Domačija, ki bo dobila svoj prostor na drugi zgoščenki. Posnel ga je VPC Ivan Pregelj. 
Leta 2004 je Martino Bajc zamenjala Jana Benčina. S tako zasedbo sedaj ansambel igra na raznih prireditvah na Colu in v okolici, na porokah, sodeloval pa je tudi na festivalu »Zlata voščenka« v Besnici ter v znani radijski oddaji Koncert iz naših krajev. 
V sedanji zasedbi so posneli tudi nekaj glasbenih oddaj v sodelovanju s TV Primorko, TV Vitel in humoristom Romanom z Gore, posneli so tudi videospot za pesem France jn Janez (VPC Ivan Pregelj) ter videospot narodne pesmi Domača hiša (TV Primorka), sodelovali so tudi že z Radiom Veseljak na prireditvi na ljubljanski tržnici,...
Repertoar ansambla zajema narodnozabavne in zabavne pesmi, pevski kvartet pa se vam lahko predstavi tudi samostojno – a cappella – s petjem narodnih in umetnih pesmi. V zadnjem obdobju je pevke pod okrilje vzela zborovodkinja Martina Peljhan, s pomočjo katere spoznavajo pravilno tehniko petja ter se učijo novih pesmi.